# 100231 Monceau
100231 Monceau este o planetă minoră (asteroid), cu un diametru de 9,25 km, din Outer Main Belt⁠(d). A fost descoperită pe 12 august 1994 la Observatorul La Silla de Eric Walter Elst. 
Obiectul prezintă o orbită caracterizată de o semiaxă mare de 3,9566667497471 UAi, o excentricitate de 0,29, o înclinație de 2,8 ° în raport cu ecliptica.